# Елизабет Александрина фон Вюртемберг
Елизабет Александрина Констанца фон Вюртемберг (на немски: Elisabeth Alexandrine Konstanze Herzogin von Württemberg; * 27 февруари 1802, Вурцен (днес Vircavas pagasts, Латвия), Курландия; † 5 декември 1864, Карлсруе) е херцогиня от Вюртемберг и чрез женитба маркграфиня на Баден.

## Произход
Тя е най-малката дъщеря на принц Лудвиг фон Вюртемберг (1756 – 1817) и втората му съпруга принцеса Хенриета фон Насау-Вайлбург (1780 – 1857), дъщеря на княз Карл Кристиан фон Насау-Вайлбург и Каролина Оранска-Насау-Диц, дъщеря на княз Вилхелм IV Орански. Елизабет е племенница на Фридрих I (1754 – 1816), първият крал на Вюртемберг, на Мария Фьодоровна (1759 – 1828), съпруга на руския император Павел I, и на Елизабет (1767 – 1790), съпруга на император Франц II (1768 – 1835). Тя е роднина и на Мария фон Тек, бабата на британската кралица Елизабет II.

## Фамилия
Елизабет Александрина фон Вюртемберг се омъжва на 16 октомври 1830 г. в Щутгарт за маркграф Вилхелм фон Баден (* 8 април 1792, Карлсруе; † 11 октомври 1859, Карлсруе), вторият син на велик херцог Карл Фридрих фон Баден (1728 – 1811) и втората му съпруга баронеса Луиза Гайер фон Хохберг-Гайерсберг (1768 – 1820). Те имат децата:
- Вилхелмина Хенриета Амалия Паулина Луиза фон Баден (* 7 май 1833; † 7 август 1834)
- София Паулина Хенриета Мария Амелия Луиза фон Баден (* 7 август 1834, Карлсруе; † 9 април 1904, Карлсруе), омъжена на 9 ноември 1858 г. в Карлсруе за княз Волдемар фон Липе (* 18 април 1824, Детмолд; † 20 март 1895, Детмолд)
- Паулина София Елизабет Мари фон Баден (* 18 декември 1835, Карлсруе; † 15 май 1891, Карлсруе)
- Леополдина Вилхелмина Паулина Амалия Максимилиана фон Баден (* 22 февруари 1837, Карлсруе; † 23 декември 1903, Страсбург), омъжена на 24 септември 1862 г. в Карлсруе за княз Херман фон Хоенлое-Лангенбург (* 31 август 1832, Лангенбург; † 9 март 1913, Лангенбург), син на княз Ернст I фон Хоенлое-Лангенбург (1794 − 1860) и внук на княз Карл Лудвиг фон Хоенлое-Лангенбург (1762 – 1825).